# Cathouse

Cathouse est une série documentaire de téléréalité américaine diffusée sur la chaîne HBO (première diffusion le 8 décembre 2002). Elle fait partie des documentaires America Undercover de HBO. Elle est diffusée en France sous le titre  Au ranch du lapin coquin sur la chaine Planète+ No Limit. 
La série suit le quotidien du Moonlite BunnyRanch, une maison close se trouvant aux environs de Carson City dans le Nevada, et relate les expériences des jeunes prostituées qui y travaillent. On retrouve parmi elles plusieurs stars de films pornographiques telles que Sunset Thomas et Isabella Soprano.
En 2005, Cathouse devient Cathouse: The Series diffusé de façon hebdomadaire.